# باتريك جونز
باتريك جونز (بالإنجليزية: Patrick Jones) (و. 1965  م) هو مؤلف، وشاعر، ومخرج، وكاتب مسرحي، وكاتب، وصانع أفلام من المملكة المتحدة، وويلز.

## التعليم
تعلم في Oakdale Comprehensive School ‏.